# 杰克·麦克唐纳
杰克·麦克唐纳（英語：Jack Macdonald，1907年10月26日—1982年1月1日），新西兰男子赛艇运动员。他曾代表新西兰参加1930年大英帝国运动会赛艇比赛，获得一枚金牌和一枚银牌。他也曾参加1932年夏季奥运会。